# Return Engagement
Return Engagement (im Original Zai zhan jiang hu, auch Hong Kong Corruptor) ist ein Spielfilm aus Hongkong aus dem Jahr 1990 unter der Regie von Joe Cheung Tung-Cho.
Darsteller sind Andy Lau, Alan Tang, Simon Yam, Dennis Chan, Carrie Ng, David Ng, Stephen Tung Wai, Elisabeth Lee, May Lo Mei-Mei, Ku Feng, Melvin Wong, Chen Jing, Chang Yi, Wong Chik Sam, Chan Chi Fai, Ba San, Stephen Chan, Chu Tau, Dang Taai Woh und Wong Kim-Fung. 

## Inhalt
Das Drama aus dem Genre des Heroic Bloodshed konzentriert sich mehr auf das Melodramatische, löst dieses aber recht gut und baut drumherum genug Konfliktstoffe auf, damit auch die Actionszenen nicht aus der Luft gegriffen wirken.
Die Geschichte handelt von einem aus dem Gefängnis entlassenen Vater, der seine Tochter sucht und mit einem Waisenhausmädchen Freundschaft schließt. Als früherer Gangsterboss wird er wieder in einen Machtkampf hineingezogen.
Andy Lau hat nur 2 Auftritte. Simon Yam selbst kommt auf kaum mehr Szenen, beide sind aber entscheidend in dem Film. Der Hauptdarsteller ist Alan Tang.